# 도자와촌
도자와촌(일본어: 戸沢村)은 일본 야마가타현 북부에 있는 모가미군의 촌이다. 일본 국민건강보험의 발상지이다.

## 지리
마을의 서쪽은 데와 산지, 동쪽은 신조 분지이고 마을의 중앙을 모가미강이 서진한다. 모가미강을 따라서 국도 47호선과 리쿠우사이선이 달리고 있으며 서쪽으로 쇼나이정, 동쪽으로 신조시가 있다.

## 역사
도자와촌은 모가미강과 함께 있던 마을이었다.
옛날부터 쇼나이 지방과 모가미 지방을 연결하는 수운의 요체였지만 하이인 마츠오 바쇼가 「이타시키산」이라고 칭한 모가미쿄의 엄격한 지형에 가려져 도로의 개삭은 할 수 없었다. 에도 시대에는 현재의 마을 중심인 후루구치 마을에 신조번(新条藩)의 선번소가 설치되어 배들의 왕래를 감시하였다. 메이지 시대에 난공사 끝에 「이와네 가도」(현 국도 47호선)라고 불리는 도로가 개착되어 다이쇼 시대에 리쿠우사이선이 개통해 수운의 역사에 막을 내렸다. 현재는 하류에서는 일본 최대 규모인 「모가미가와 뱃놀이」를 중심으로 구사나기 온천, 미치노역과 사와 등의 관광업이 중심인 마을이다.
- 1889년 4월 1일 - 정촌제 시행과 함께 모가미군 도자와촌, 후루쿠치촌이 성립하였다.
- 1892년 7월 8일 - 후루쿠치촌에서 가도카와촌이 분립하였다.
- 1955년 4월 1일 - 후루쿠치촌, 도자와촌, 가도카와촌 등 3개 촌이 합병해 후루쿠치촌이 되었다.
- 1955년 5월 1일 - 도자와촌으로 개칭하였다.

## 경제

### 산업
2015년의 국세조사에서는 제1차 산업 종사자가 357명(15.5%), 제2차 산업 837명(36.4%), 제3차 산업 1106명(48.1%)이었다. 2014년의 시정촌민 경제계산에서는 촌내 총생산액이 94억 2000만 엔으로 제1차 산업이 15억 5800만 엔(16.6%), 제2차 산업 20억 3000만 엔(21.6%), 제3차 산업 57억 4000만 엔(61.0%), 공제 등(귀속 이자 등)이 7800만 엔(0.8%)이었다. 촌민 1인당 소득는 163만 5천 엔으로 현민 소득(258만 3천 엔), 국민소득(286만 8천 엔)을 크게 밑돌고 있다.

## 인구
인구 감소가 심각하여 역대 최대 인구는 3개 촌이 합병하기 전인 1950년의 11,454명이었고 이후 한 번도 증가하지 않고 계속 감소하고 있다. 2017년 3월 31일 기준 65세 이상 노령인구 비율이 일본 전국 평균보다 약 10%포인트 높다. 1986년 이후 농업 후계자 대책으로 국제결혼을 추진하고 며느리 부족 문제를 해소하기 위해 한국인으로 마을 전체 신부를 모집하였다. 그리고 일본 사회에 친숙해질 수 있도록 도자와촌은 일본어 교실 개강을 비롯해 마을 주민과의 상호 이해를 도모하기 위한 교류 사업 등을 실시했다. 1997년 47번 국도를 따라 한국식으로 통일된 '길의 역과 자와 모모카미의 고장 고려관'이 완공됐다. 새색시가 길거리의 정거장과 좌에서 김치 소프트 아이스크림 등을 제공하고 있다. 그러나 2007년 이후에는 외국인 배우자와의 이혼이나 외국인 연수생의 귀국 등으로 외국인 전출자가 증가하고 있다.
| 연도 | 인구   | ±%     |
| ---- | ------ | ------ |
| 1920 | 8,601  | —      |
| 1930 | 9,144  | +6.3%  |
| 1940 | 9,283  | +1.5%  |
| 1950 | 11,454 | +23.4% |
| 1960 | 10,479 | −8.5%  |
| 1970 | 8,600  | −17.9% |
| 1980 | 7,601  | −11.6% |
| 1990 | 7,248  | −4.6%  |
| 2000 | 6,450  | −11.0% |
| 2010 | 5,305  | −17.8% |

## 교통

### 철도
- 동일본 여객철도(JR 동일본) 리쿠우사이선
  - 쓰야역, 후루쿠치역, 다카야역

### 도로
- 국도 47호선

## 자매 도시
- 일본 도쿄도 미타카시
- 일본 가나가와현 나카이정
- 필리핀 제너럴트라이아스